# Neon
Neon (chemická značka Ne, latinsky Neonum) je plynný chemický prvek, patřící mezi vzácné plyny. Patří mezi prvky 2. periody.

## Základní fyzikálně-chemické vlastnosti
Bezbarvý plyn, bez chuti a zápachu, nereaktivní, naprosto inertní. Chemické sloučeniny neonu nejsou známy. V 1 litru vody se při 20 °C rozpustí 10,4 ml neonu. Při velmi nízkých teplotách je možno neon zachytit na aktivním uhlí.
Neon se snadno ionizuje a v ionizovaném stavu intenzivně září. Toho se využívá v osvětlovací technice. Neon má ve výbojkách šarlatovou barvu.

## Historický vývoj
Poté, co William Ramsay objevil helium a spolu s lordem Rayleighem argon a správně oba plyny zařadil do periodické tabulky prvků, zůstalo mu volné místo před a za argonem. Podle těchto volných míst předpověděl William Ramsay v roce 1897 neon a krypton. Neon byl objeven o rok později (tedy roku 1898) Williamem Ramsayem a Morrisem Traversem, kdy William Ramsay využil nové metody frakční destilace zkapalněného vzduchu a zároveň s neonem objevil i krypton a xenon.
Neon byl pojmenován dvanáctiletým Ramseyovým synem, který se se zájmem díval na nové, šarlatově červené světlo, které vycházelo ze spektrální trubice. Syn navrhl tento prvek pojmenovat jako nový – neon.

## Výskyt a získávání
Je přítomen v zemské atmosféře v koncentraci přibližně 0,0018 % (Ve 100 litrech vzduchu je přibližně 1,82 ml neonu), je tedy po argonu druhým nejrozšířenějším vzácným plynem v zemské atmosféře a pátým nejrozšířenějším plynem v suchém vzduchu. Je proto získáván frakční destilací zkapalněného vzduchu.
Další možností získávání neonu je frakční adsorpce na aktivní uhlí, při teplotách kapalného vzduchu.

## Využití

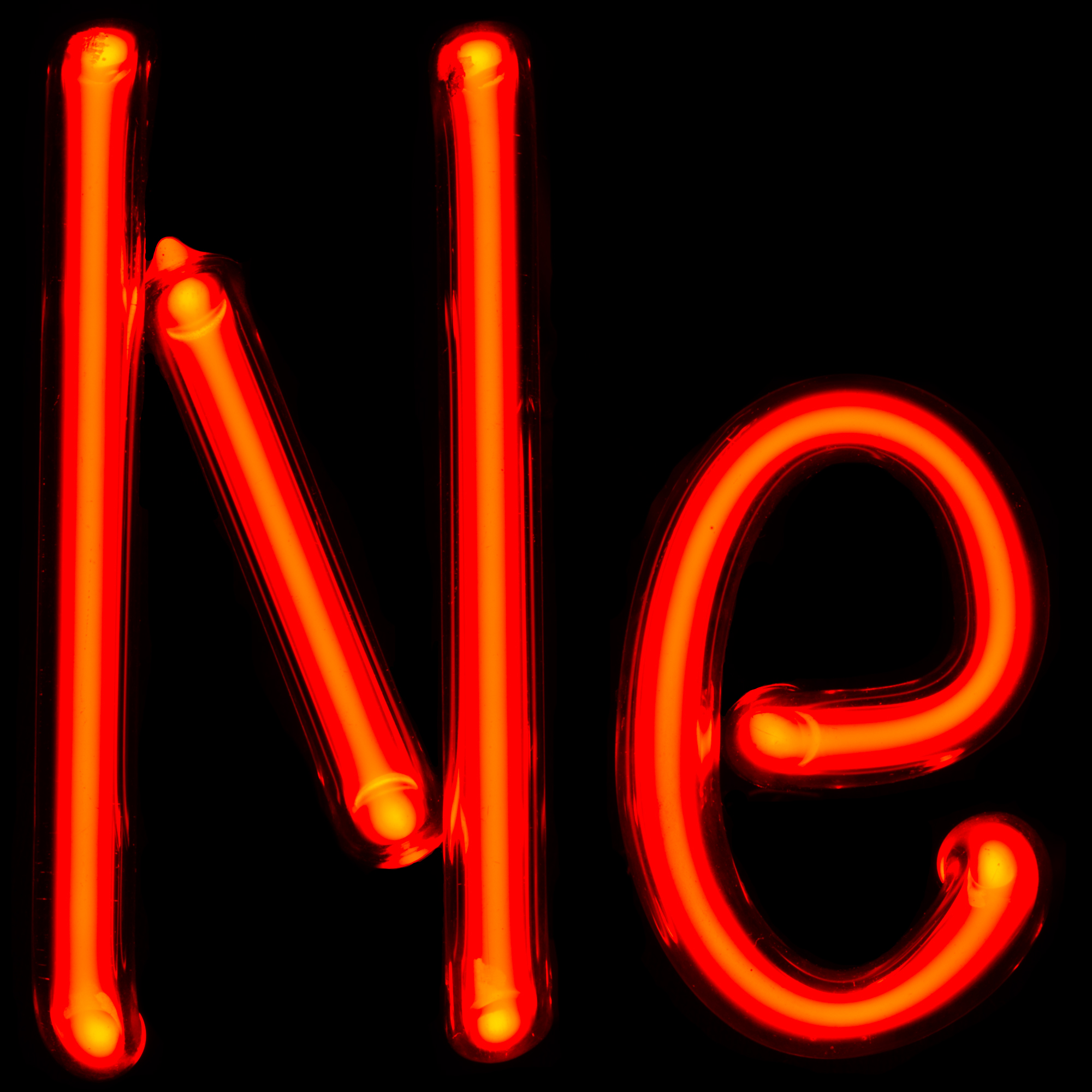
Neon

Elektrickým výbojem v prostředí neonu o tlaku několik torrů (okolo 1% atmosférického tlaku) vzniká intenzivní světelné záření oranžově-červené (šarlatové) barvy. Tohoto jevu se využívá pří výrobě výbojek (tzv. neonek), které slouží jako osvětlovací tělesa nebo různé světelné indikátory. Spolu s heliem lze neon využít i v obloukových lampách a doutnavkách.
Neonové svítící reklamy si získaly ve 30. letech 20. století takovou popularitu, že neon dal jméno všem svítícím trubicím, i když kromě červených jsou plněné jinými plyny, navíc u mnoha barev světlo nevydává samotný plyn, ale luminofor nanesený na vnitřní stěně trubice.
Neonové trubice se používají v různých oblastech elektrotechniky (usměrňovače, pojistky, reduktory napětí,…).
Kapalný neon se využívá v kryogenní technice jako náhrada dražšího a obtížněji připravitelného kapalného helia.
Neon slouží i jako náplň do některých typů laserů.